# エルンスト・ゴットリープ・フォン・ストイデル
エルンスト・ゴットリープ・フォン・ストイデル（Ernst Gottlieb (Theophil) von Steudel 、1783年6月30日 - 1856年5月12日）はドイツの医師、植物学者である。植物分類などに関する著作を行った。

## 生涯
エスリンゲンに生まれた。テュービンゲンで医学と科学を学び、1805年に学位を取得した。1年ほどスイス、ウィーン、ハレで過ごした後、エスリンゲンに戻り、医師を開業した。公的な獣医主任（Oberamts-Tierarztes ）になり、1828年には市の医療業務（Amtsarzt）に任命された。
医師としての仕事のかたわら、植物学の研究を行い著作を行った。1821年から1824年に『植物の命名』（"Nomenclator botanicus"）を発表した。アルファベット順に植物のすべての属と種の学名、シノニムを列記したもので、20年後の改訂版では 6,722の属と78 005の種の名前が記載された。科名の他に生育地や引用文献が記載された。
著書はほかに『イネ科の植物の概要』（"Synopsis plantarum glumacearum")や、牧師のホーホステッター（Christian Ferdinand Hochstetter）と共著の『ドイツの栽培植物、原生植物の研究』（"Enumeratio plantarum germaniae helvetiaeque indigenarum seu Prodromus, quem synopsin plantarum germaniae helvetiaeque edituri botanophilisque adjuvandam commendantes"）などがあり、後者ではドイツとスイスで見つかった植物を網羅している。医学に関する著書もある。
ホーホステッターとともにヴュルツブルク自然史旅行クラブを設立し、1822年からゼンケンベルク自然科学協会の会員となった。
イネ科の属、Steudelella（Sphaerocaryum属のシノニム）に献名された。

## 著書
- Johann Gottlob Kurr: Vorträge. In: Verein Vaterländische Naturkunde Württemberg (Hrsg.): Jahresheft Nr. 13, S. 17–24, Stuttgart 1857.
- Christian Gottfried Daniel Nees von Esenbeck: Dr. Ernst Gottlieb von Steudel. In: Bonplandia. Band 4, Seite 176, 1856